# Сонет 138
Сонет 138 је један од најпознатијих Шекспирових сонетa. Честим коришћењем речи попут „лаж“ и „лаже“ указује на разумевање природе истине и ласкања у романтичној вези. Сматра се, такође, да је песма аутобиографска: већина научника сматра да је искористио песму како би размотрио свој фрустрирајући однос са Црном Дамом, чест предмет сонета. (Црна Дама сигурно није била Шекспирова супруга Ен Хатавеј.) Песма наглашава да су године и лепота били проблеми са којма се Шекспир суочавао, док је старио.